# James Dean
James Byron Dean (Marion, Indiana, 8 de febrero de 1931-Cholame, California, 30 de septiembre de 1955) fue un actor estadounidense. Después de realizar papeles menores en programas de televisión y obras de teatro durante comienzos de la década de 1950, se mudó a Los Ángeles, California.
Es considerado un icono cultural, un símbolo americano por excelencia, y representa la «desilusión adolescente» y el «distanciamiento social» tal como lo expresaba el título de su película más célebre: Rebelde sin causa (1955). Allí, Dean  interpretó el papel de «Jim Stark», un problemático adolescente de Los Ángeles. 
Los otros papeles que definieron su estrellato fueron el del solitario «Cal Trask» en East of Eden (1955) y el del peón «Jett Rink», en Gigante (1956). Su duradera fama y popularidad se basan en sus actuaciones en estas 3 películas, donde en cada una de ellas encarnó a su protagonista.
Su muerte prematura en un accidente automovilístico cimentó su estatus de leyenda. Fue el primer actor en recibir una nominación póstuma al Óscar como mejor actor y aún se mantiene como el único actor que ha tenido dos nominaciones póstumas. En 1999, el American Film Institute lo colocó en el 18.º puesto como mejor estrella de cine masculina en su lista AFI's 100 años... 100 estrellas.

## Primeros años
Nació como James Byron Dean en Marion, en el estado de Indiana. Sus padres fueron Mildred Wilson y Winton Dean. Seis años después de que su padre hubiese dejado de ser agricultor para ser técnico dental, James y su familia se mudaron a Santa Mónica, California, donde la familia pasó varios años. Se cuenta que el joven Dean fue un hijo muy apegado a su madre; según Michael DeAngelis, ella fue «la única persona capaz de comprenderle». Se matriculó en la escuela pública de primaria Brentwood, en el vecindario del mismo nombre de la ciudad de Los Ángeles hasta que su madre murió de cáncer, cuando Dean tenía nueve.
Sin opción de poder cuidar a su hijo, Winton Dean mandó a James con su hermana y tía del niño, Ortense, y su marido, Marcus Winslow a una granja en Fairmount, Indiana, donde fue educado en un entorno de influencia cuáquera. Dean se guio por los consejos y la amistad del pastor metodista, el reverendo James DeWeerd. A DeWeerd se le atribuyó haber ejercido una influencia formativa sobre Dean, especialmente en haber creado un interés por los toros, las carreras de coches y el teatro. Según Billy J. Harbin, «Dean mantuvo una relación muy cercana con su pastor... la cual comenzó en su último año de educación secundaria y duró muchos años». En esa etapa de su educación, las representaciones teatrales hechas por Dean pueden considerarse de poca monta. Sin embargo, llegó a ser un deportista popular, ya que jugó en los equipos de baloncesto y de béisbol y además estudió teatro.
Años después se supo que Dean se llevó un secreto a la tumba que fue desvelado gracias a Elizabeth Taylor. La actriz se lo contó a un periodista y le pidió que no lo sacara a la luz hasta que ella hubiese muerto. En 1997, Taylor fue entrevistada por Kevin Sessums para la revista POZ de activismo contra el sida. En aquella entrevista, la actriz reveló un dato no conocido sobre Dean:

«Amaba a Jimmy (James Dean). Te voy a decir una cosa, pero es off the record hasta que muera, ¿de acuerdo? Cuando Jimmy tenía 11 años y su madre murió, empezó a sufrir abusos sexuales por parte del pastor de su iglesia», desveló entonces la actriz, según recoge The Daily Beast. «Creo que aquello le atormentó por el resto de su vida. En realidad, sé que fue así. Hablábamos mucho sobre ello. Durante el rodaje de Gigante pasábamos noches en vela hablando y hablando, y esa fue una de las cosas que me confesó».

Amaba el teatro, comenzó a estudiarlo y practicarlo desde muy joven. Antes de salir de su pueblo ya había representado varias obras. A los 18 años viajó a Los Ángeles donde cursó sus estudios en la Universidad de California, (UCLA). En diciembre de 1949 empezó a conseguir pequeños papeles en cine y televisión, también hizo un famoso anuncio de Pepsi (ese día conoció a su representante Isabelle Dreasemer). Pronto se trasladó a Nueva York para estudiar interpretación en el famoso Actor's Studio.

## Carrera

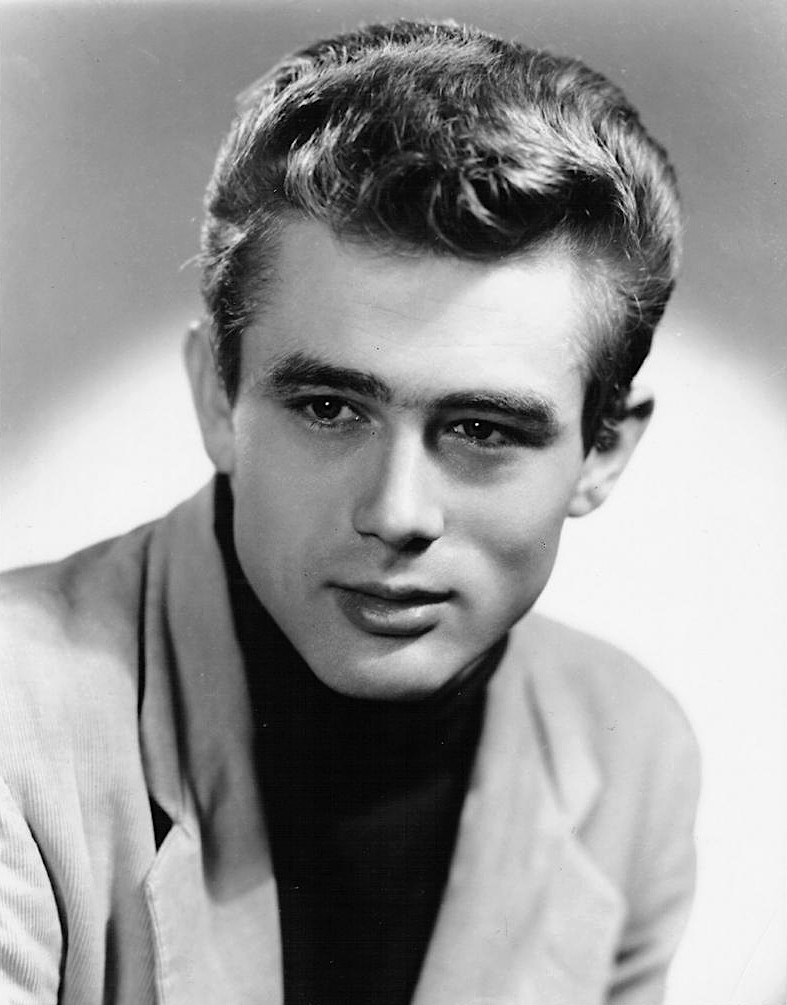
Foto publicitaria de James Dean en 1953.

### Primeros trabajos como actor
Antes de viajar a Nueva York consiguió en 1951 un papel en la película Fixed Bayonets, también hizo otros dos pequeños papeles en las películas Sailor Beware y Has Anybody Seen My Gal?, ambas en 1952. Después de solicitar a numerosas agencias de actores, trabajó en una obra de teatro, le ofrecieron en 1952 intervenir en See the Jaguar, en la que interpretó a un adolescente que había estado encerrado en una jaula la mayor parte de su vida. También hizo varias apariciones en televisión de escasa trascendencia. En 1953 le dieron otro papel en Broadway, The Immoralist, que tuvo una acogida muy positiva por la crítica; ese año también tuvo otro papel en la película Trouble Along the Way.

### East of Eden

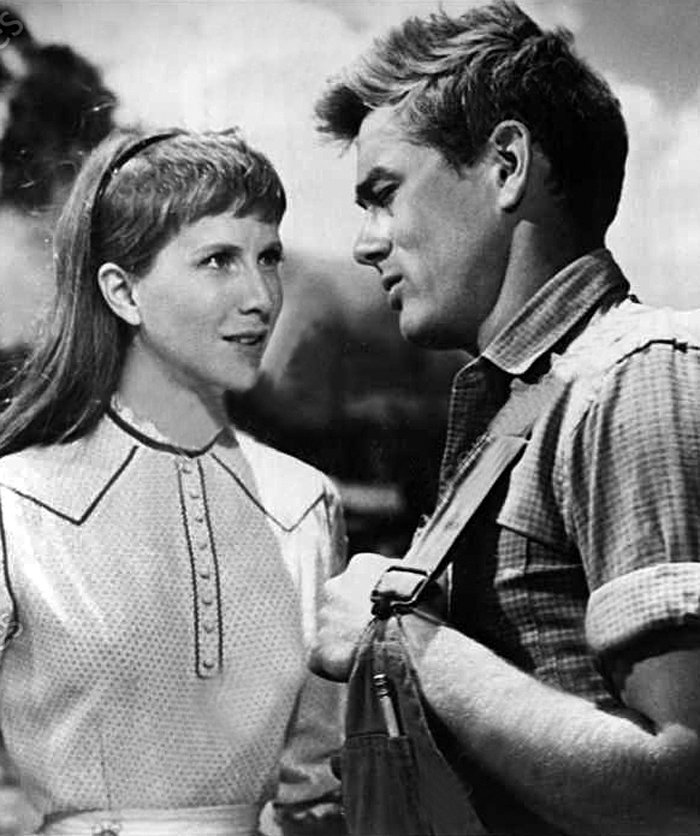
Dean junto a Julie Harris en una imagen promocional de la película East of Eden, 1955.

Finalmente, Jimmy, como se le conocería, consiguió convertirse en actor de cine, cuando en 1954 el director Elia Kazan, que había rodado Un tranvía llamado deseo con Marlon Brando, le ofreció el papel principal de Cal Trask en Al este del Edén. El director eligió a Dean por su similitud con el personaje, introvertido, tosco, melancólico y apasionado.
Dean y Kazan volaron juntos de Nueva York a Los Ángeles el 8 de marzo. Dean se mudó a un piso en el plató de la Warner con Richard Davalos (que haría de Aaron, hermano de Cal). El rodaje empezó el 27 de mayo y acabó el 9 de agosto.
Dean no acudió al estreno de Al este del Edén el 9 de marzo de 1955. Nada menos que Marilyn Monroe, Eva Marie Saint y Marlene Dietrich trabajaron en esa ocasión como acomodadoras. Días después Dean vio su película pasando desapercibido en las filas del cine, como un espectador más. Por su actuación en dicha película tuvo su primera nominación al Óscar.

### Rebelde sin causayGigante

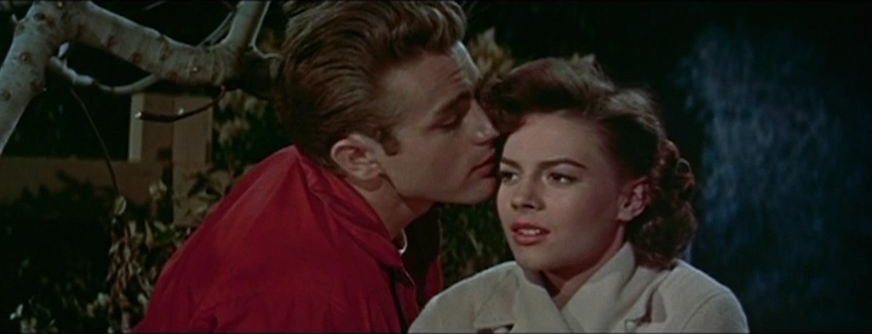
James Dean y Natalie Wood en Rebelde sin causa, 1955.

Al poco tiempo, Nicholas Ray le contrató para el papel de Jim Stark en Rebelde sin causa, coprotagonizada por Natalie Wood. Cuando llegó a Hollywood para trabajar en la película, se compró su primer Porsche, un Speedster 356 descapotable blanco, al cual llamaría Pequeño Bastardo. El 26 de marzo corrió su primera y segunda carrera donde fue el primero en una y el segundo en otra. La película empezó a rodarse el 28 de marzo de 1955 en blanco y negro, pero al ver el éxito de Al este del Edén volvieron a filmar en color, se terminó a los dos meses y la posproducción unos meses más tarde. El 1 de mayo corrió en su tercera carrera, donde quedó tercero.
Durante este tiempo Dean rodó Gigante (Dean se unió al rodaje más tarde ya que estaba terminando Rebelde sin causa), de George Stevens, junto a Rock Hudson y a Elizabeth Taylor. Su personaje, Jett Rink, tenía también rasgos de Dean, ya que ambos eran personas solitarias. En su cuarta y última carrera, mientras iba cuarto, un pistón del Speedster estalló y se tuvo que retirar. También en esta película se le prohibió participar en carreras de coches durante la filmación. La película se rodó cerca de la frontera con México. Durante los descansos del rodaje Dean grababa la película entre bastidores con su Bolex de 16 mm. Por esta película obtuvo su segunda nominación al Óscar (en esta ocasión póstuma) y también su compañero de reparto Rock Hudson obtuvo otra nominación en la misma categoría. Ambos fueron derrotados por Yul Brynner por "El rey y yo".

### Afición por las carreras de coches
En 1954, Dean se interesó en desarrollar una carrera en el automovilismo. Compró varios vehículos tras concluir el rodaje de East of Eden, incluido un Triumph Tiger T110 y un Porsche 356. Justo antes de que comenzara a rodar Rebelde sin causa, compitió en su primer evento profesional en Palm Springs Road Races, que se llevó a cabo en Palm Springs, California del 26 al 27 de marzo de 1955. Dean obtuvo el primer lugar en la clase de novatos y segundo lugar en el evento principal. Su carrera continuó en Bakersfield un mes después, donde terminó primero en su clase y tercero en la general. Dean esperaba competir en las 500 Millas de Indianápolis, pero su apretada agenda se lo impedía.
La última carrera de Dean tuvo lugar en Santa Bárbara el Día de los Caídos, el 30 de mayo de 1955. No pudo acabar la competición debido a un pistón reventado. Su breve carrera quedó en suspenso cuando Warner Brothers le prohibió participar en todas las carreras durante la producción de Gigante. Dean había terminado de filmar sus escenas y la película estaba en posproducción cuando decidió volver a correr.

## Accidente de tráfico y fallecimiento

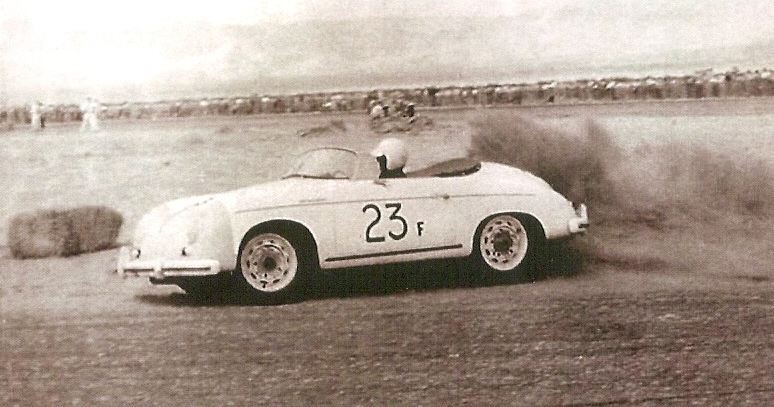
James Dean en su Porsche 356 Speedster. Fotografía tomada hacia marzo de 1955.

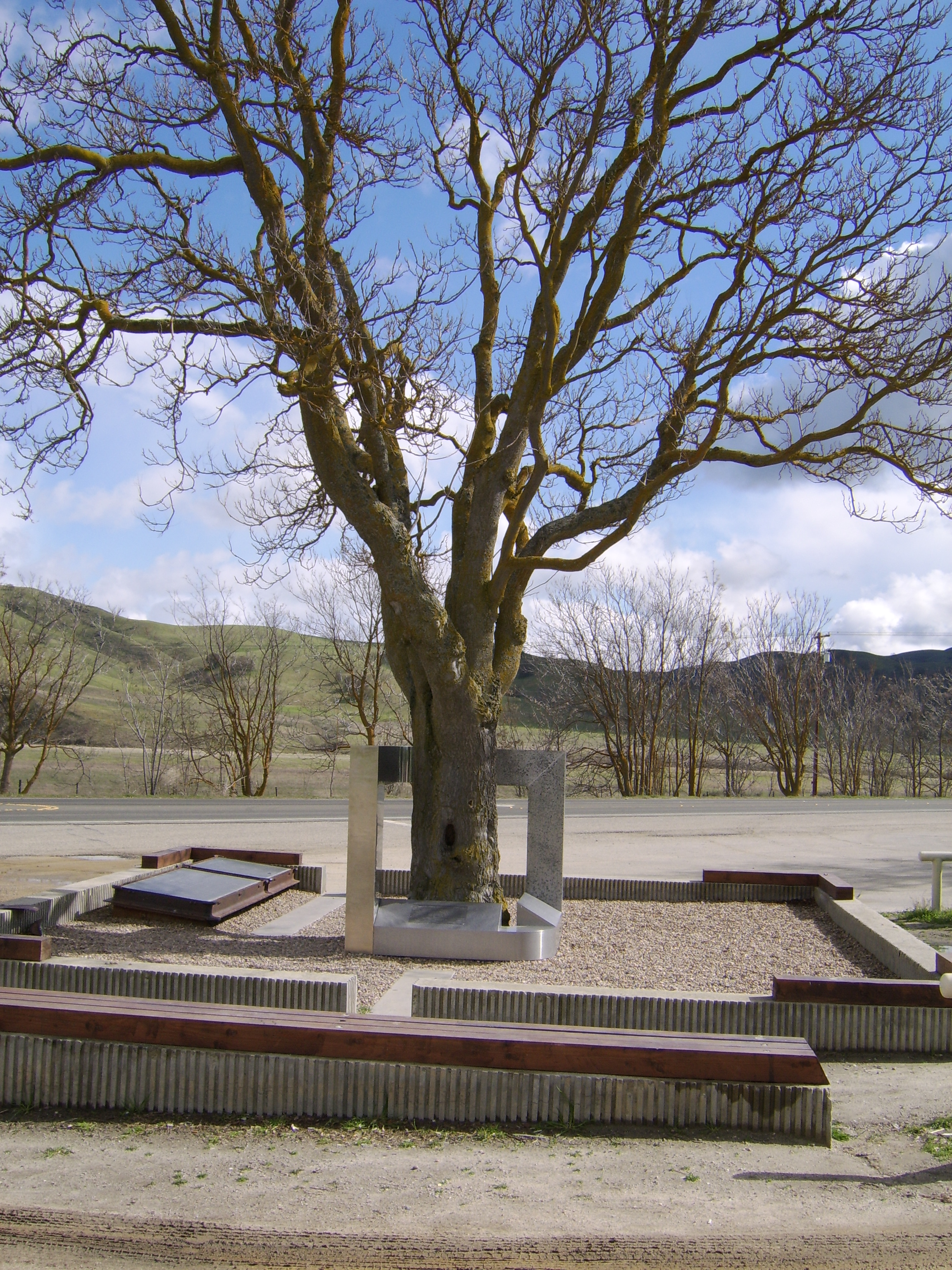
El James Dean Memorial en Cholame. Dean murió a unos 800 metros al este de este árbol.

Mientras trabajaba en Gigante, Dean se compró un Porsche Spyder 550, bautizado como “Little Bastard” por Bill Hickman, otro corredor, amigo personal de Dean, que formó parte de su equipo como instructor, siendo especialista en rodajes de escenas peligrosas con autos. El 17 de septiembre (días antes de su muerte) hizo un anuncio publicitario en la que advertía a los jóvenes a que condujeran con prudencia. Tan pronto como terminó el rodaje de la película, Dean fue a competir en una carrera de automóviles en Salinas, cerca de San Francisco. La noche anterior dejó su gato con Elizabeth Taylor para que se lo cuidara, ya que temía que algo le sucediera.
El 30 de septiembre de 1955 enganchó el Porsche en su ranchera para llevarlo a Competition Motors para una puesta a punto. Allí se reunió con el fotógrafo Sanford Roth y su amigo el actor Bill Hickman. Su mecánico Rolf Wütherich pasó tres horas poniendo a punto el motor de alto rendimiento y un cinturón de seguridad en el asiento del conductor. Antes de ir a Salinas, Dean paró en una gasolinera a seis manzanas de su casa para repostar. Entonces decidió conducir el Porsche a lo largo de la costa para hacerle unos kilómetros (cuando en un principio iba a llevar el Porsche en el remolque de su ranchera). Mientras Dean conducía por la carretera, acompañado por su mecánico, se le acercó en el cruce 41-46, en la localidad de Cholame, California, un Ford Tudor 1950 a gran velocidad, conducido por un estudiante. Dean trató de esquivarlo, pero no pudo. Se incrustó contra el Ford frontal y lateralmente por la izquierda. Fue visto por varios transeúntes que corrieron en su auxilio. Una enfermera lo encontró con un pulso muy débil y con el cuello fracturado por el choque, perdiendo la vida instantáneamente el 30 de septiembre de 1955, a la temprana edad de 24 años. El conductor del Ford, que solo se rompió la nariz y se lastimó un hombro, murió de cáncer en 1995, mientras que el mecánico de Dean salió despedido del vehículo, se destrozó una pierna y se rompió la mandíbula, pero murió años después en un accidente de tráfico en Alemania (1981).
James Dean fue enterrado en el Park Cemetery de Fairmount (Indiana) el 8 de octubre de 1955. En 1977 se inauguró un memorial en su honor cerca del lugar del accidente, en Cholame.
En 2005, Channel 5 emitió un documental en el que se desvelaban nuevos datos sobre el accidente de Dean. Para empezar, Dean no intentó esquivar el Ford; sino que frenó a fondo su 550 Spyder. James Dean no murió en el acto, sino que salió despedido contra el parabrisas del Ford (puede verse el impacto del cristal en las fotografías del incidente). Tras ese impacto, su cuerpo rebotó al interior del Porsche, cayendo en el asiento del copiloto. Según Hickman, cuando llegaron (a los tres minutos), él mismo extraería a James del vehículo siniestrado y moriría en sus brazos. El conductor del Ford aseguró que "no vio el auto" de Dean, y afirmó ver cómo dos cuerpos salían volando del auto: uno cayó en la cuneta (el del mecánico de Dean) y otro "cayó sobre mi auto y rebotó".
Algunos investigadores, periodistas y biógrafos encuentran ciertos detalles que cuestionan la versión del accidente. Se habla de un suicidio planeado, planificado por el propio James Dean. Para apoyar esta extraña conjetura, se esgrimen diferentes teorías. La primera abre un interrogante sobre por qué Dean no esquivó el vehículo con el que iba a colisionar, lo cual no se explica según la declaración dada por el mecánico Weutherich. En segundo lugar, otro dato esgrimido, que suscita a pensar que Dean buscaba de alguna manera la fatalidad, fueron las distintas visitas que realizó a algunos de sus mejores amigos y algunos de sus compañeros de reparto de sus películas. Se dice que tras el accidente todos concordaron en lo extraño del caso, pues se había presentado ante todos ellos vestido de traje oscuro, lo que no era habitual en su vestimenta. Sin embargo, es muy improbable que decidiera suicidarse, poniendo en riesgo la vida del copiloto y la del conductor del otro vehículo; tampoco se explica la razón de pisar el freno si su intención era suicidarse, por lo que es más bien una teoría conspiranoica del ámbito de YouTube.

## Vida privada
En la actualidad, Dean es considerado un icono por su manera experimental de percibir la vida, lo que incluía a su sexualidad. Cuando se le preguntaba por su sexualidad, Dean respondía: "No soy homosexual, pero no voy a ir por la vida con una mano atada a la espalda". El periodista Joe Hyams sugirió que cualquier actividad gay en la que Dean se viera envuelto podría deberse a un interés por avanzar en su carrera. En cualquier caso el director Nicholas Ray afirmó que Dean era gay, mientras que el autor John Howlett afirmó que era bisexual. Una biografía escrita por George Perry aseguraba que era "experimentación". Elizabeth Taylor, que se hizo amiga íntima de Dean en el rodaje de Gigante, aseguró en 2001 que era gay.
En cuanto a relaciones oficiales, durante su estancia en Hollywood Dean salió con muchas mujeres, pero el amor de su vida fue la actriz Pier Angeli, a quien conoció durante el rodaje de Al este del Edén. A pesar de que la madre de Angeli se opuso a ese romance, por su comportamiento y forma de vestir, además de no ser católico, estuvieron juntos un tiempo hasta que Angeli le comunicó que iba a casarse con el cantante Vic Damone. Dean no aceptó esa decisión y, según algunos biógrafos, la golpeó. Durante la ceremonia de la boda de Angeli, se situó con su moto delante de la puerta de la iglesia y mantuvo acelerado el motor para hacer ruido.

## Sexualidad
Hoy, Dean es considerado un icono debido a su percepción de la vida experimental, que incluye su sexualidad ambivalente. Los premios Gay Times Readers' Awards lo citaron como el mejor icono gay masculino de todos los tiempos. Cuando se le preguntó sobre su orientación sexual, se dice que Dean dijo: "No, no soy homosexual. Pero tampoco voy a pasar por la vida con una mano atada a la espalda". Bast, el primer biógrafo de Dean, dijo una vez que él y Dean "experimentaron" sexualmente, pero sin explicarlo, y en un libro posterior describe las circunstancias.
El rumor sobre su sexualidad más extendido se dio con la publicación en 2016 del libro James Dean: Tomorrow Never Comes, escrito por Darwin Porter y Danforth Prince, que incluyó entrevistas de amigos del propio Dean. En el libro se hablaba de una relación puramente sexual entre Dean y Marlon Brando. Aunque dicho rumor existía desde antes y Marlon Brando llegó incluso a desmentirlo, un amigo de Dean, Stanley Haggart, llegó a hablar incluso de sus prácticas sexuales masoquistas y de que Dean estaba completamente enamorado. «Creo que Brando estaba usando sádicamente a Jimmy, que lo seguía a todas partes con la lengua fuera», explica. En el libro también se afirmaba una posible relación con Walt Disney.
El periodista Joe Hyams sugiere que cualquier actividad homosexual en la que Dean podría haber tenido parte parece haber sido estrictamente "para el comercio", como un medio para avanzar en su carrera. Sin embargo, la noción de "solo comercio" es contradicha por Bast y otros biógrafos de Dean. Además del relato de Bast sobre su propia relación con Dean, el compañero motero de Dean y miembro de "Night Watch", John Gilmo, afirmó que él y Dean "experimentaron" con sexo gay en múltiples ocasiones en Nueva York, describiendo sus encuentros sexuales como "los chicos malos juegan a los chicos malos mientras abren los lados bisexuales de nosotros mismos". James Bellah, hijo de James Warner Bellah, quien era amigo de Dean en UCLA, dijo que "Dean era un usuario. No creo que fuera homosexual. Pero si pudiera obtener algo realizando un acto... Una vez, en la oficina de un agente, Dean me dijo que había pasado el verano como 'huésped profesional de la casa' en Fire Island". 
El director rebelde Nicholas Ray dice que Dean era gay, mientras que el autor John Howlett cree que Dean era "con toda certeza bisexual". La biografía de George Perry atribuye estos aspectos informados de la sexualidad de Dean a la "experimentación". Martin Landau declaró: "Mucha gente dice que Jimmy estaba empeñado en suicidarse. No es cierto. Muchos homosexuales lo hacen ver como gay. No es cierto. Cuando Jimmy y yo estábamos juntos, hablábamos sobre chicas. Actores y chicas. Éramos niños a principios de los 20 años. A eso aspiramos". Mark Rydell declaró: "No creo que fuera esencialmente homosexual. Creo que tenía un gran apetito y creo que lo ejercitó". Elizabeth Taylor, de quien Dean se había hecho amigo íntimo tras conocerse en el set de Giant, se refirió a Dean como persona gay durante un discurso en los GLAAD Media Awards en 2001.

## Legado e ícono

### Cine y televisión
Adolescentes estadounidenses de mediados de la década de 1950, cuando se estrenaron las principales películas de James Dean, se identificaron con él y los papeles que desempeñó, especialmente el de Jim Stark en Rebelde sin causa. La película muestra el dilema de un típico adolescente de la época, que siente que nadie, ni siquiera sus compañeros, pueden entenderlo. Humphrey Bogart comentó después de la muerte de Dean sobre su imagen pública y su legado: "Dean murió en el momento justo. Dejó una leyenda. Si hubiera vivido, nunca habría podido estar a la altura de su publicidad". 
Joe Hyams dice que Dean era "una de las estrellas raras, como Rock Hudson y Montgomery Clift, a quienes hombres y mujeres encuentran sexy". Según Marjorie Garber, esta cualidad es "el extra indefinible que hace una estrella". El atractivo icónico de Dean se ha atribuido a la necesidad del público de que alguien defienda a los jóvenes marginados de la época, y al aire de androginia que proyectó en la pantalla. 
Dean ha sido una piedra angular de muchos programas de televisión, películas, libros y obras de teatro. La película September 30, 1955 (1977) describe las formas en que varios personajes de una pequeña ciudad del sur de los Estados Unidos reaccionan ante la muerte de Dean. La obra Come Back to the Five and Dime, Jimmy Dean, Jimmy Dean, escrita por Ed Graczyk, muestra una reunión de fanáticos de Dean en el 20.º aniversario de su muerte. Fue realizado por el director Robert Altman en 1982, pero la recepción no fue positiva y se cerró tras 52 actuaciones. Cuando la obra estaba todavía en Broadway, Altman filmó una adaptación cinematográfica que fue lanzada por Cinecom Pictures en noviembre de 1982. 
El 20 de abril de 2010, el escritor de la NBC Wayne Federman descubrió un largo episodio "perdido" en vivo del Teatro General Electric llamado "The Dark, Dark Hours" con Dean en una actuación con Ronald Reagan mientras trabajaba en una retrospectiva televisiva de este último. El episodio, emitido el 12 de diciembre de 1954, atrajo la atención internacional y se destacó en numerosos medios de comunicación, incluidos: CBS Evening News, NBC Nightly News y Good Morning America. Más tarde se reveló que algunas imágenes del episodio aparecieron por primera vez en el documental de 2005, "James Dean: Forever Young".
La herencia de James Dean todavía gana alrededor de 65 mil millones de dólares por año, según la revista Forbes[cita requerida]. El 6 de noviembre de 2019, se anunció que la imagen de Dean se utilizará, a través de CGI, para una película de la guerra de Vietnam llamada Finding Jack, basada en la novela de Gareth Crocker. La película será dirigida por Anton Ernst y Tati Golykh y otro actor interpretará el papel de Dean. Aunque los directores obtuvieron los derechos para usar la imagen de Dean de la familia de este, personas de la industria se mofaron del anuncio de la película.

## Cultura juvenil y música
Numerosos comentaristas han afirmado que James Dean tuvo una influencia singular en el desarrollo de la música de rock and roll. Según David R. Shumway, investigador de cultura y teoría cultural estadounidense en la Universidad Carnegie Mellon, Dean fue la primera figura icónica de la rebelión juvenil y "un precursor de la política de identidad juvenil". El personaje que Dean proyectó en sus películas, especialmente Rebelde sin causa, influyó en Elvis Presley y en muchos otros músicos que lo siguieron, incluidos los roqueros estadounidenses Eddie Cochran y Gene Vincent.
En su libro Live Fast, Die Young: The Wild Ride of Making Rebel Without a Cause, Lawrence Frascella y Al Weisel escribieron: "Irónicamente, aunque Rebel no tenía música rock en su banda sonora, la sensibilidad de la película, y especialmente la actitud desafiante y James Dean, sin esfuerzo, tendría un gran impacto en el rock. Los medios de música a menudo veían a Dean y al rock como un vínculo[...] inextricable. La revista comercial de la industria Music Connection incluso llegó a llamar a Dean "la primera estrella del rock"".
A medida que el rock and roll se convertía en una fuerza revolucionaria que afectaría a la cultura de los países de todo el mundo, Dean adquirió un estatus mítico que consolidó su lugar como icono de este género musical. Dean escuchaba música que iba desde la música tribal africana a la música clásica moderna de Stravinsky y Bartók, así como a cantantes contemporáneos como Frank Sinatra. Mientras que el magnetismo y el carisma manifestado por Dean en la pantalla atrajeron a personas de todas las edades y sexualidades, su personalidad de rebelde juvenil proporcionó un patrón para que las futuras generaciones futuras de jóvenes se modelaran en torno a él. 
En su libro The Origins of Cool in Postwar America, Joel Dinerstein describe cómo Dean y Marlon Brando erotizaron el arquetipo rebelde en la película, y cómo Elvis Presley, siguiendo su ejemplo, hizo lo mismo en la música. Dinerstein detalla la dinámica de esta erotización y su efecto en las adolescentes con pocas salidas sexuales. Presley dijo en una entrevista de 1956 con Lloyd Shearer para Paraderevista, "He hecho un estudio de Marlon Brando. Y he hecho un estudio del pobre Jimmy Dean. He hecho un estudio de mí mismo, y sé por qué las chicas, al menos las jóvenes, van por nosotros. Estamos malhumorados, pensativos, somos una especie de amenaza. No lo entiendo exactamente, pero eso es lo que les gusta a las chicas en los hombres. No sé nada de Hollywood, pero te conozco, no puedes ser sexy si sonríes. No puedes ser rebelde si sonríes". 
Dean y Presley a menudo han sido representados en la literatura académica y el periodismo personificando la frustración que sienten los jóvenes estadounidenses blancos con los valores de sus padres, y representados como avatares de los disturbios juveniles endémicos del estilo y la actitud del rock and roll. El historiador del rock Greil Marcus los caracterizó como símbolos de la identidad tribal de la adolescencia, lo que proporcionó una imagen con la que los jóvenes de la década de 1950 podían identificarse e imitarse. En el libro Lonely Places, Dangerous Ground: Nicholas Ray en American Cinema, Paul Anthony Johnson escribió que la actuación de Dean en Rebelde sin causa proporcionó un "modelo de actuación para Presley, Buddy Holly, Bob Dylan, todos los cuales tomaron prestados elementos de la actuación de Dean en sus propias estrellas cuidadosamente construidas". Frascella y Weisel escribieron: "A medida que la música rock se convertía en la expresión definitoria de la juventud en la década de 1960, se transmitía la influencia de Rebel a una nueva generación". 
Músicos de rock tan diversos como Buddy Holly, Bob Dylan y David Bowie consideraban a Dean como una influencia formativa. El dramaturgo y actor Sam Shepard entrevistó a Dylan en 1986 y escribió una obra basada en la conversación que mantuvo con él, en la que Dylan analiza personalmente la influencia temprana que Dean tuvo en él. Un joven Bob Dylan, todavía en su período de música popular, evocó conscientemente a Dean visualmente en la portada de su álbum The Freewheelin 'Bob Dylan (1963), y más tarde en Highway 61 Revisited (1965), cultivando una imagen que su biógrafo Bob Spitz llamó "James Dean con una guitarra". Dean ha sido invocado durante mucho tiempo en las letras de las canciones de rock, famoso en canciones como "A Young Man Is Gone" de The Beach Boys (1963), "James Dean" de The Eagles (1974), y "James Dean" de Goo Goo Dolls (1989). Se hace referencia a él en Style, una canción interpretada por la cantante y compositora estadounidense Taylor Swift e incluida en su quinto álbum de estudio, 1989 (2014). También, se le hace referencia en Blue Jeans, una canción interpretada por la cantante y compositora estadounidense Lana del Rey que hace parte de su segundo álbum de estudio Born to Die
también en la canción(2018) starboy del álbum de estudio, starboy (álbum)[starboy]
(2010) también se le hace referencia en paparazzi una canción de lady Gaga y siendo inspiración en la canción beat it de Michael Jackson del álbum thirller.

## Filmografía
| Año  | Película                     | Papel     |
| ---- | ---------------------------- | --------- |
| 1951 | Fixed Bayonets!              | Doggie    |
| 1952 | ¡Vaya par de marinos!        | Boxeador  |
| 1952 | Lo que hace el dinero        | Extra     |
| 1953 | Un conflicto en cada esquina | Extra     |
| 1955 | East of Eden                 | Cal Trask |
| 1955 | Rebelde sin causa            | Jim Stark |
| 1956 | Gigante                      | Jett Rink |

## Teatro

### Broadway
- See the Jaguar (1953)
- The Immoralist (1954) — basado en la novela de André Gide.

### Off-Broadway
- The Metamorphosis (1952) — basado en la novela de Franz Kafka.
- The Scarecrow (1954).
- Women of Trachis (1954) — traducido por Ezra Pound.

## Televisión
- Father Peyton's Family Theatre, "Hill Number One" (1 de abril; domingo de Pascua, 1951).
- The Web, "Sleeping Dogs" (20 de febrero de 1952).
- Studio One, "Ten Thousand Horses Singing" (3 de marzo de 1952).
- Lux Video Theater, "The Foggy, Foggy Dew" (17 de marzo de 1952).
- Kraft Television Theater, "Prologue to Glory" (21 de mayo de 1952).
- Studio One, "Abraham Lincoln" (26 de mayo de 1952).
- Hallmark Hall of Fame, "Forgotten Children" (2 de junio de 1952).
- The Kate Smith Show, "Hounds of Heaven" (15 de enero de 1953).
- Treasury Men In Action, "The Case of the Watchful Dog" (29 de enero de 1953).
- You Are There, "aliens" (8 de febrero de 1953).
- Danger, "No Room" (14 de abril de 1953).
- Treasury Men In Action, "The Case of the Sawed-Off Shotgun" (16 de abril de 1953).
- Tales of Tomorrow, "The Evil Within" (1 de mayo de 1953).
- Campbell Soundstage, "Something For An Empty Briefcase" (17 de julio de 1953).
- Studio One Summer Theater, "Sentence of Death" (17 de agosto de 1953).
- Danger, "Death Is My Neighbor" (25 de agosto de 1953).
- The Big Story, "Rex Newman, Reporter for the Globe and News" (11 de septiembre de 1953).
- Omnibus, "Glory In Flower" (4 de octubre de 1953).
- Kraft Television Theater, "Keep Our Honor Bright" (14 de octubre de 1953).
- Campbell Soundstage, "Life Sentence" (16 de octubre de 1953).
- Kraft Television Theater, "A Long Time Till Dawn" (11 de noviembre de 1953).
- Armstrong Circle Theater, "The Bells of Cockaigne" (17 de noviembre de 1953).
- Robert Montgomery Presents the Johnson's Wax Program, Harvest (23 de noviembre de 1953).
- Danger, "The Little Women" (30 de marzo de 1954).
- Philco TV Playhouse, "Run Like A Thief" (5 de septiembre de 1954).
- Danger, "Padlocks" (9 de noviembre de 1954).
- General Electric Theater, "I'm a Fool" (14 de noviembre de 1954).
- General Electric Theater, "The Dark, Dark Hour" (12 de diciembre de 1954).
- U.S. Steel Hour, "The Thief" (4 de enero de 1955).
- Lux Video Theatre, "The Life of Emile Zola" (10 de marzo de 1955) — aparecido en una entrevista promocional para Al este del Edén emitida después del programa.
- Schlitz Playhouse of Stars, "The Unlighted Road" (6 de mayo de 1955).

## Premios y distinciones
Óscar
| Año  | Categoría   | Película     | Resultado |
| ---- | ----------- | ------------ | --------- |
| 1956 | Mejor actor | East of Eden | Nominado  |
| 1957 | Mejor Actor | Gigante      | Nominado  |